# Броздовец
Броздовец (на албански: Brozdovec или Brozdoveci) е село в Албания, част от община Корча, област Корча.

## География
Селото е разположено западно от град Корча.

## История
В 15 век в Прозовец са отбелязани поименно 33 глави на домакинства.
До 2015 година селото е част от община Лекас.